# Protestas en Burkina Faso de 2011
Las protestas en Burkina Faso de 2011 fueron una serie de protestas populares.

## Antecedentes
El 15 de febrero, los soldados se amotinaron en la capital, Uagadugú, por asignaciones de vivienda no pagadas; presidente Blaise Compaoré huyó brevemente de la capital y buscó seguridad en su ciudad natal de Ziniaré. El domingo 17 de abril, el motín se había extendido a la ciudad de Pô, en el sur de Burkina Faso; también hubo protestas por la decisión de un tribunal de condenar a varios oficiales a penas de prisión.

## Eventos
El motín siguió a las protestas populares por el aumento de los precios en varias ciudades de Burkina Faso, y las protestas que comenzaron el 22 de febrero por la muerte de un estudiante bajo custodia policial en febrero, así como el tiroteo de varios otros manifestantes. Según los informes, cinco estudiantes que protestaban fueron asesinados en febrero. France 24 sugirió que Burkina Faso podría verse envuelto en un levantamiento a gran escala similar al visto en varios países de África del Norte y Medio Oriente, proponiendo el surgimiento de una "Primavera Burkinabé".
El 22 de abril, una coalición de 34 partidos de la oposición de Burkina Faso convocó a una manifestación el 30 de abril para exigir la dimisión del presidente Compaoré.
El 27 de abril, los agricultores protestaban en Bobo-Dioulasso por los bajos precios y los comerciantes se amotinaron en Koudougou por el cierre de 40 tiendas debido al impago del alquiler. La casa del alcalde de Koudougou y su comisaría fueron incendiadas. Más tarde, esa misma noche, la policía antidisturbios se unió al motín generalizado en Uagadugú.
Cuatro jóvenes manifestantes que protestaban por el motín policial del 28 de abril resultaron heridos cuando la policía disparó con munición real para dispersar a los manifestantes después de que incendiaron una comisaría de policía en Uagadugú.
El 29 de abril, el presidente Blaise Compaoré anunció que había negociado con el ejército y que habían acordado poner fin a los motines y protestas que asolaban el país.
Unos 3000 manifestantes asistieron a la manifestación de la oposición celebrada el 30 de abril en Uagadugú, que se prolongó durante horas a pesar del calor. Varias estrellas de la música pop local se unieron a la protesta, actuando y pidiendo a Compaoré que dimitiera. Varios manifestantes portaban carteles que comparaban a Compaoré con el derrocado hombre fuerte tunecino Zine El Abidine Ben Ali, que fue derrocado en una revolución de enero. Bénéwendé Stanislas Sankara, un líder de la oposición, dijo que la manifestación era para demostrar el deseo del pueblo burkinabé de reformas para que la riqueza de los recursos naturales de Burkina Faso se distribuya de manera más uniforme, no solo beneficiando a los que ya son ricos y poderosos.
El ministro de Salud, Adama Traoré, dijo el 30 de abril que hasta el momento seis personas habían muerto como resultado de los motines, incluido un niño de 11 años que, según informes, había muerto a tiros mientras estaba en la escuela.
El 1 de mayo, una afiliación de sindicatos y funcionarios de Uagadugú canceló una marcha prevista para conmemorar el Primero de Mayo y protestar contra el gobierno debido a preocupaciones sobre el refuerzo de la seguridad y el riesgo de que agentes provocadores se infiltraran en la manifestación.
El 15 de mayo, los soldados dispararon sus armas al aire durante la noche, aparentemente para protestar por la lentitud de las reformas y los beneficios prometidos a las bases del ejército.
Según los informes, tres personas murieron y 136 resultaron heridas durante las grandes protestas de un día de estudiantes y soldados en Uagadugú el 24 de mayo. Los estudiantes también protestaron en Gaoua y Bobo-Dioulasso en apoyo de una huelga de maestros, que incendió las oficinas del partido gobernante en Gaoua.
El sindicato de maestros y el gobierno llegaron a un acuerdo el 25 de mayo, al día siguiente de las violentas manifestaciones, para aumentar los salarios a cambio del fin de la huelga.
Los soldados se amotinaron de nuevo el 27 de mayo en Tenkodogo y el 1 de junio en Bobo-Dioulasso, entre otras ciudades y cuarteles, particularmente en el este y norte de Burkina Faso, disparando al aire durante horas. Según los informes, los tiroteos se calmaron en el norte el 27 de mayo después de continuar durante todo el fin de semana, pero en ese momento se habían extendido nuevamente a otras partes del país.
El 3 de junio de 2011, al menos siete personas murieron cuando las fuerzas progubernamentales sofocaron las protestas y el motín en Bobo-Dioulasso incluida una niña de 14 años. Un portavoz del ejército dijo que 109 fueron detenidos en el esfuerzo más fuerte del gobierno para poner fin al motín. Los comerciantes, molestos por el extenso saqueo de los amotinados en Bobo-Dioulasso, pidieron al gobierno que ofreciera una rápida recompensa por sus pérdidas.
El gobierno dijo que reemplazó a los trece gobernadores regionales a partir del 9 de junio, nombrando a tres oficiales del ejército, entre otros, para reemplazarlos en un intento por aliviar las tensiones.

## Consecuencias
Con las protestas calmadas, el ministro de Reformas, Bognessan Arsène Yé, dijo el 23 de junio que el gobierno estableció un comité de 68 miembros para considerar cambios a la constitución. Sin embargo, el líder de la oposición Bénéwendé Stanislas Sankara, una figura clave en el movimiento de protesta, dijo que la oposición se había negado a estar representada en el comité debido a preocupaciones de que los cambios a la constitución permitirían al presidente Blaise Compaoré extender aún más su mandato en lugar de crear un proceso más democrático en Burkina Faso.
En octubre de 2014, los manifestantes se levantaron nuevamente para protestar contra el intento del presidente Compaoré de cambiar la Constitución de Burkina Faso para que pudiera permanecer en el poder por otro mandato. Irrumpieron en la Asamblea Nacional de Burkina Faso, el palacio presidencial de Compaoré y la sede de la emisora estatal, entre otros lugares.